# وایت بلو (ویرجینیا)
وایت بلو (به انگلیسی: White Oak) یک منطقهٔ مسکونی در ایالات متحده آمریکا است که در شهرستان استفورد، ویرجینیا واقع شده‌است.